# Fort Lauderdale Strikers Football Club
I Fort Lauderdale Strikers sono stati un club calcistico statunitense di Fort Lauderdale, che ha fatto parte della North American Soccer League dal 1977 al 1983. Nel 1988 il sodalizio venne rifondato e fu attivo sino al 1994. Gli Strikers tornarono in attività quando il Miami FC assunse nel 2011 il marchio, per interrompere nuovamente l'attività nel 2016.

## Storia

### Origini della franchigia originale
La prima franchigia che dette origine ai Fort Lauderdale Strikers venne fondata a Washington da Norman Southerland nel 1963 con il nome di Britannica Soccer Club che nel 1967 si trasformò in Washington Darts quando il club si iscrisse alla American Soccer League. Alla fine del 1971 la franchigia, quando già era passata a disputare la NASL, si trasferì a Miami dando vita ai Miami Gatos e l'anno seguente ai Miami Toros.
I Toros nel 1977 si trasferirono a Fort Lauderdale dando così origine agli Strikers.

### Fort Lauderdale Strikers (1977-1983)
La franchigia assunse l'identità di Fort Lauderdale Strikers, restando attiva per sette stagioni. Dal 1977 al 1983 gli Strikers raggiunsero sempre i play-off e, pur non vincendo mai il titolo nazionale, raggiunsero una finale (1980, sconfitti contro i Cosmos) e tre semifinali. In quel settennio la squadra mise in campo giocatori di assoluto valore come il peruviano Teófilo Cubillas, gli inglesi Gordon Banks e Ian Callaghan, oltre a George Best il tedesco Gerd Müller o il rumeno Alex Sătmăreanu. Anche gli Strikers rimasero però coinvolti nella crisi generale della NASL e alla fine del 1983 si trasferirono in Minnesota dando origine ai Minnesota Strikers.

### Fort Lauderdale Strikers (1988-1994)
Quando il Minnesota Strikers fallì, Joe Robbie, già proprietario della franchigia originale, rifondò gli Strikers di Fort Lauderdale. I rinati Strikers si aggiudicarono un campionato ASL III e la ASL/WSL Championship. Nel 1990 gli Strikers passarono a disputare la neonata American Professional Soccer League, raggiungendo nel primo torneo la finale della Eastern Conference. Raggiunsero poi le semifinali nella APSL 1991 e nella APSL 1992.
Al termine del campionato 1994 gli Strikers chiusero nuovamente i battenti.
Nel 1995 i Fort Lauderdale Kicks, militanti nella United States International Soccer League, assunsero il nome di Fort Lauderdale Strikers, nome che cambiò l'anno seguente in Florida Strikers. Gli attuali Strikers non citano però questa terza incarnazione del club nella loro storia ufficiale.

### Fort Lauderdale Strikers Football Club (2011)
Il Miami FC, sodalizio nato nel 2006, per volontà di Tim Robbie, figlio del proprietario degli Strikers originali decide nel 2011 di ridare vita al club di Fort Lauderdale per farlo militare nella rinata NASL, corrispondente al secondo livello calcistico nordamericano.
I rinati Strikers hanno raggiunto la finale della North American Soccer League 2011, persa contro i Minnesota Stars, e della North American Soccer League 2014, persa contro i San Antonio Scorpions.
Il 14 gennaio 2015 Ronaldo annuncia di essere diventato co-proprietario del club avendo rilevato delle quote e l'intenzione di voler tornare a giocare dopo 4 anni di inattività all'età di 38 anni, cosa poi non verificatasi.

## Colori e simboli

Logo dei primi Fort Lauderdale Strikers

Le divise degli Strikers sono caratterizzate sin dall'esordio da maglie a strisce orizzontali giallo-rosse, che vennero mantenute anche quando il club venne trasferito in Minnesota per divenire i Minnesota Strikers. Si differenziarono i secondi Strikers che utilizzarono una maglia color crema.
| 1976/1983 Casa | 1976/1983 Trasferta | 1976/1983 Trasferta |  |

| 1988/1994 Casa | 1988/1994 Trasferta |  |

## Allenatori
- Ron Newman (1977-1979)
- Cor van der Hart (1980)
- Eckard Krautzun (1981-1982)
- Dave Chadwick (1983)
- Wim Suurbier (1988)
- Thomas Rongen (1989–1994)
- Daryl Shore (2011–2013)
- Ricardo Lopes (2013)
- Günter Kronsteiner (2013–2014)
- Marcelo Neveleff (2015)
- Iván Guerrero (2015)
- Günter Kronsteiner (2015)
- Caio Zanardi (2016)

## Calciatori

### Selezione di tutti i tempi
|   |                             | Calciatore       |
| - | --------------------------- | ---------------- |
| P | Paesi Bassi (bandiera)      | Jan van Beveren  |
| D | Stati Uniti (bandiera)      | Colin Fowles     |
| D | Stati Uniti (bandiera)      | Ken Fogarty      |
| D | Stati Uniti (bandiera)      | Tony Whelan      |
| D | Stati Uniti (bandiera)      | Maurice Whittle  |
| C | Inghilterra (bandiera)      | Ray Hudson       |
| C | Irlanda del Nord (bandiera) | George Best      |
| C | Perù (bandiera)             | Teófilo Cubillas |
| A | Inghilterra (bandiera)      | David Irving     |
| A | Germania Ovest (bandiera)   | Gerd Müller      |
| A | Inghilterra (bandiera)      | Brian Kidd       |

## Palmarès

### Competizioni nazionali
- American Soccer League: 1

1989

### Altri piazzamenti
- American Soccer League:

Secondo posto: 1988
- Campionato NASL:

Secondo posto: 1980
- Campionato NASL II:

Secondo posto: 2011, 2014